# Загоскин, Сергей Илиодорович
Сергей Илиодорович Загоскин (1836—1904) — русский архитектор, работавший в Харькове, Таганроге и Ростове-на-Дону.

## Биография
Родился в Костроме в дворянской семье; был старшим братом Илиодора Загоскина (1851—1919). Учился в Петербургском институте инженеров путей сообщения; окончил его в 1863 году. Десять лет проработал городским архитектором Таганрога, где построил по своим проектам ряд зданий.
В 1883—1890 годах работал в Харькове в должности городского архитектора, преподавал в Технологическом институте. Организовал первую в городе проектную контору, работал в популярных на рубеже XIX—XX веков стилевых направлениях неоренессанс, неоампир, необарокко.

## Проекты и постройки

### Харьков
- Здание ремесленного училища. Улица Георгия Тарасенко, 4;
- Школа для слепых детей. Сумская улица, 55;
- Детский приют;
- Здание Южного вокзала (расширение)[1];
- Александровская часовня. Привокзальная площадь (1883—1884[2]; не сохранилась);
- Ново-Сергиевский торговый ряд. Сергиевская площадь (не сохранился);
- Хлебопекарня. Чеботарская улица, 80;
- Жилой дом с магазином. Полтавский Шлях;
- Воскресная школа Товарищества распространения грамотности. Улица Свободы, 28 (1894—1898);
- Жилой особняк (совместно с В. Г. Кричевским). Площадь Фейербаха, 12.

### Таганрог
- Железнодорожный вокзал (1869);
- Мариинская гимназия. Улица Чехова, 104 (1875; перестроена в 1910-х годах архитектором П. Т. Синяковым)[3];
- Здание окружного суда. Петровская улица, 40 (1878)[4].

### Другие места
- Железнодорожный вокзал станции Лозовая[1].